# 傅博 (小说家)
傅博（1933年—2022年），本名傅金泉，台南市人，日本文學、推理小說評介者、編輯。另有筆名島崎博、黃淮、余織詩。
1956年赴日本於早稻田大學研究所專攻金融經濟。在日25年，陸續以島崎博、淺井健等名撰寫作家書誌、文化時評等。1972年與三島由紀夫夫人瑤子合著《三島由紀夫書誌》，由薔薇十字社出版。傅博在大學時代便非常熱中耽美派文學及推理小說，經常投稿評論文章，《寶石》雜誌甚至請他擔任主筆，奠定日後成為推理小說專家的基礎。
1975年他以日本推理作家江戶川亂步的作品《幻影城》為名，創辦了內容以偵探小說和評論為主的《幻影城》雜誌，並擔任總編輯，陸續主編《幻影城》、《別冊幻影城》、「幻影城小說叢書」、「幻影城評論研究叢書」等，其影響力被視為是在社會派興盛的時期保存本格派推理小説實力的重要雜誌，其中幻影城雜誌更捧出了許多日後成為日本推理文壇重要作家的人物，如田中芳樹、泡坂妻夫、栗本薰、連城三紀彥。
1979年因返回故鄉台灣，因此結束《幻影城》。在返台定居後，續以黃淮、傅博等名撰寫文化、文學、推理小說等評論或介紹。曾策劃及主編「日本十大推理名著」、「日本名探推理系列」、「日本推理名著大展」（以上為希代出版社出版）、「日本當代女性作家傑作選」、「日本當代名家傑作選」（以上為新雨出版社出版）、「推理文學館」（今天出版社出版）等系列，並有系統的寫下超過百篇評論文章，在台灣35年來引介了無數日推理小說家及其作品進入台灣，在台灣的推理小説界可以說有著橫跨世代之影響力。
2008年榮獲日本第八屆本格推理大獎的特別獎，以感謝他對日本本格推理小説歷史發展上的重要貢獻。頒獎典禮上推理小說家栗本薰還彈奏鋼琴獻給傅博。
2022年6月19日病逝於台灣馬偕紀念醫院。

## 評論集
- 《謎詭．偵探．推理：日本推理作家與作品》台北：獨步，2009。有系列地介紹日本推理小説界知名作品、作家、延革，資料翔實嚴謹，並偶爾也提及昔日他以編輯或評論家身份，所見到的推理大師們私下一面。

## 編輯作品
- 日本十大推理名著全集 （全10卷、1987年、希代書版有限公司）
  1. 江戸川乱歩著，林惠珠譯《黒蜥蜴》（臺北︰希代，1987）
  2. 横溝正史著，邱廷祥譯《獄門島》（臺北︰希代，1987）
  3. 高木彬光著，陳嘉勳譯《破戒裁判》（臺北︰希代，1987）
  4. 土屋隆夫著，吳桑譯《危険的童話》（臺北︰希代，1987）
  5. 松本清張著，游綉月譯《時間的習俗》（臺北︰希代，1987）
  6. 仁木悦子著，曾美莉譯《林中之家》（臺北︰希代，1987）
  7. 佐野洋著，沈曼雯譯《透明受胎》（臺北︰希代，1987）
  8. 笹沢佐保著，史美瑜譯《空白的起点》（臺北︰希代，1987）
  9. 森村誠一著，陳明台譯《高層の死角》（臺北︰希代，1987）
  10. 夏樹静子著，黃幼欣譯《遙遠的約定》（臺北︰希代，1987）
- 日本名探推理系列 （全10巻、1987年、希代書版有限公司）
  1. 山村美紗「京友禅の秘密」
  2. 赤川次郎「東西南北殺人事件」
  3. 赤川次郎「起承転結殺人事件」
  4. 西村京太郎「ひかり62号の殺意」
  5. 赤川次郎「幽霊候補生」
  6. 赤川次郎「マザコン刑事の事件簿」
  7. 赤川次郎「幽霊愛好会」
  8. 赤川次郎「冠婚葬祭殺人事件」
  9. 西村京太郎「東京地下鉄殺人事件」
  10. 連城三紀彦「運命の八分休符」
- 日本推理名著大展 （全8巻、1987年・1988年、希代書版有限公司）
  1. 戸川昌子「大いなる幻影」
  2. 西村寿行「呑舟の魚」
  3. 天藤真「陽気な容疑者たち」
  4. 樹下太郎「銀と青銅の差」
  5. 結城昌治「白昼堂々」
  6. 鮎川哲也「赤い密室」
  7. 小林信彦「紳士同盟」
  8. 連城三紀彦「離婚しない女」
- 日本當代女性作家傑作選（全5巻、2001年、新雨出版社） 
  - 《在海迷失的蝴蝶︰日本當代女性作家傑作選》（新雨︰三重，2001） 
    - 收錄︰永井駿海著，江河偲譯〈我們來分手吧！〉
    - 小池真理子著，江河偲譯〈鑰匙老人〉
    - 五條瑛著，游绣月譯〈藍旗下〉
    - 篠田節子著，沈曼雯譯〈38樓的黃泉國〉
    - 山崎洋子著，黃子偉譯〈在海迷失的蝴蝶〉

  - 《玫瑰的烙印︰日本當代女性作家傑作選》（新雨︰三重，2001） 
    - 宮部美雪著，黃鈞浩譯〈吾家鄰人的犯罪〉
    - 高村薰著，游綉月譯〈父親走過的路〉
    - 乃南昭著，黃鈞浩譯〈迷惑的光輝〉
    - 柴田芳樹著，游綉月譯〈玫瑰的烙印〉
- 日本當代名作家傑作選（全5巻、2001年、新雨出版社）
- 推理文學館 （2003年・2004年、今天出版）
  1. 小酒井不木「愚人の毒」
  2. 大阪圭吉「三狂人」
  3. 蘭郁二郎「夢鬼」
  4. 蘭郁二郎「魔像」
  5. 浜尾四郎「死者の権利」

### 台湾推理小説の序文
- 藍霄『錯置體』 （2004年8月、大塊文化、ISBN 9867600630） - 日本では『錯誤配置』として刊行
- 既晴『超能殺人基因』 （2005年11月、皇冠、ISBN 9573321904）
- 冷言『鎧甲館事件』 （2009年2月、馥林文化、ISBN 9789866535123）